# Rautenbach (Werra)
Der Rautenbach ist ein 8,4 km langer, südwestlicher und orographisch linker Zufluss der Werra im nordhessischen Werra-Meißner-Kreis.

## Verlauf
Der gänzlich im Geo-Naturpark Frau-Holle-Land (Werratal.Meißner.Kaufunger Wald) fließende Rautenbach entspringt knapp 200 m nordöstlich der Grenze zum Naturpark Münden auf der Nordostflanke vom Hauptkamm des Kaufunger Waldes. Seine Quelle, der Rautenborn, liegt rund 4,4 km (Luftlinie) südsüdwestlich des Witzenhausener Ortsteils Ziegenhagen zwischen der Häringsnase (508,5 m) im Nordnordwesten und dem Haferberg (580,4 m) im Süden auf rund 475 m ü. NHN; in Quellnähe befindet sich im Osten der Bergsporn Hüttenkopf, an dem auf einem Waldweg eine 470 m hohe Stelle liegt.
Anfangs fließt der Rautenbach ein kurzes Stück nordostwärts und dann in Richtung Norden durch den Kaufunger Wald, um bei Durchfließen von Ziegenhagen nach Nordosten zu schwenken. Dabei passiert der Bach, entlang der als Sackgasse im Dorf endenden Kreisstraße 53 verlaufend, den östlich gelegenen Burgberg (ca. 270 m) mit der Burgruine Ziegenberg und dem nordöstlich davon befindlichen Erlebnispark Ziegenhagen, wobei er den Kaufunger Wald verlässt.
Wenige Kilometer weiter nordöstlich erreicht der Rautenbach den Witzenhausener Ortsteil Blickershausen, um nach dessen Durchfließen in Richtung Osten auf etwa 128 m Höhe in den dort von Südosten kommenden Weser-Quellfluss Werra zu münden.

## Einzugsgebiet und Zuflüsse
Zu den Zuflüssen des Rautenbachs, dessen Einzugsgebiet 17,56 km² groß ist, gehören bachabwärts betrachtet mit orographischer Zuordnung (l = linksseitig, r = rechtsseitig), Gewässerlänge, Mündungsort mit Rautenbachkilometer und – wenn bekannt – Einzugsgebietsgröße:
- Schöllbach (r; 2 km), einiges oberhalb von Ziegenhagen, km 7,05
- Steinbergsbach (l; 3,9 km), in Ziegenhagen, km 3,75 (5,112 km²)

## Naturräumliche Zuordnung
Der Rautenbach fließt in der naturräumlichen Haupteinheitengruppe Osthessisches Bergland (Nr. 35) erst in der Haupteinheit Fulda-Werra-Bergland (357) durch den Naturraum Hinterer Kaufunger Wald (357.72) und dann, nach Verlassen des Kaufunger Waldes, in der Haupteinheit Unteres Werrabergland (358) durch die Untereinheit Witzenhausen–Hedemündener Werratal (358.4).